# Operophtera brunata
Operophtera brunata là một loài bướm đêm trong họ Geometridae.